# Bonito, Bahia
Bonito este un oraș în unitatea federativă  Bahia (BA) din Brazilia.